# Pawling (stacja kolejowa)
Pawling – stacja kolejowa na należącej do Metro-North Railroad linii kolejowej Harlem Line. Znajduje się we wsi Pawling w hrabstwie Dutchess w stanie Nowy Jork w Stanach Zjednoczonych.